# Donika Gërvalla-Schwarz
Donika Gërvalla-Schwarz (ur. 16 października 1971 w Skopju) – kosowska polityk i dyplomata, działaczka Guxo!, od marca 2021 minister spraw zagranicznych Kosowa.

## Życiorys
Jest córką kosowskiego działacza narodowego Jusufa Gërvalli i Suzany. Urodziła się w Skopju, dzieciństwo spędziła w Prisztinie, a w 1980 wyemigrowała wraz z rodziną do Niemiec. W 1982 jej ojciec został zamordowany w Untergruppenbach, a rodzina przeniosła się do Tirany. Donika odbywała w Tiranie studia muzyczne w Akademii Sztuk. W komunistycznej Albanii jej postać, jako córki znanego działacza narodowego była wykorzystywana przez propagandę. Zachowały się zdjęcia, na których jako mała dziewczynka wręczała kwiaty Enverowi Hodży. W 1990 wzięła udział w protestach studenckich, w 1991 uczestniczyła w strajku głodowym. W 1992 wyjechała do Niemiec. Ukończyła studia prawnicze na Uniwersytecie w Hamburgu i pracowała jako tłumaczka.
W 1991, z uwagi na zasługi ojca Donika Gërvalla została honorowym członkiem Demokratycznej Ligi Kosowa, pełniąc w latach 1993-1997 funkcję wiceprzewodniczącej partii. W 1999 aktywnie zaangażowała się w działalność na rzecz Kosowa, występując w niemieckich mediach. W 2018 zrezygnowała z kierowniczych stanowisk w Demokratycznej Lidze Kosowa, a dwa lata później przestała być członkiem partii. Do 2021 mieszkała w Bonn, wraz z rodziną. W 2021 przyłączyła się do nowej formacji politycznej Guxo!. W wyborach 2021 uzyskała mandat deputowanej do parlamentu, zdobywając 71 000 głosów. Zrezygnowała z mandatu, kiedy objęła stanowisko wicepremiera, a także ministra spraw zagranicznych i diaspory w rządzie Albina Kurtiego. Po objęciu urzędu prezydenta Kosowa przez Vjosę Osmani w kwietniu 2021, Donika Gërvalla-Schwarz stanęła na czele partii Guxo!.
W życiu prywatnym Donika Gërvalla-Schwarz jest mężatką (mąż Stefan Schwarz jest niemieckim politykiem chadeckim, byłym deputowanym do Bundestagu), ma pięcioro dzieci.